# Palazzo Comunale (Nocera Inferiore)
Il Palazzo Comunale di Nocera Inferiore si trova nel pieno centro della città.

## Origine
L'attuale casa comunale fu realizzata alla fine del XIX secolo ad opera dell'architetto salernitano Carmelo Conte.

## Struttura
L'edificio si sviluppa in pianta rettangolare con due ampi cortili interni porticati su tre lati. Sviluppato su due livelli, la copertura è a lastrico solare. Una statuetta bronzea di mercurio adorna la scalinata monumentale sita al lato destro dell'ingresso.
La facciata è dominata da un ampio orologio, una volta affiancato da due campane.
In passato ha ospitato anche delle scuole elementari.

## Galleria d'immagini

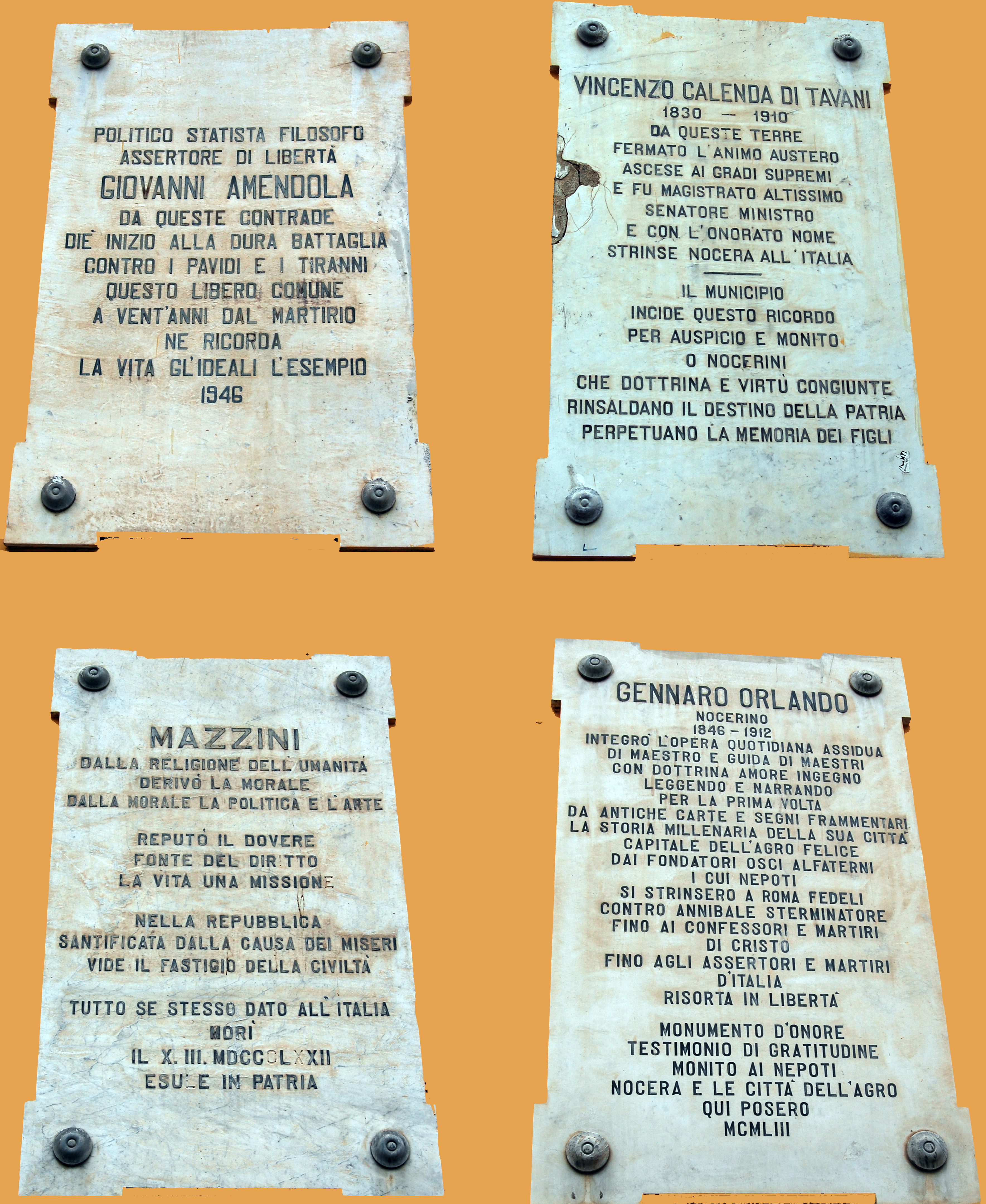
Collage delle epigrafi presenti sulla facciata